# U552 (潜水艦)
U-552は第二次世界大戦中にナチス・ドイツ海軍で建造されたVIIC型Uボートである。1939年12月1日にハンブルクにあるブローム・ウント・フォス社で建造番号528として起工され、1940年9月14日に進水し、1940年12月4日に就役した。U-552は司令塔に描かれたにやりと笑う悪魔のマスコットにちなんでRoter Teufel(赤い悪魔)という愛称で呼ばれた。U-552はVIIC型で最も成功したUボートの一隻であり、3年以上頻繁に活動して35隻の連合国船164,276総登録トンと1,190トンを撃沈し、26,910総登録トンに損傷を与えた。U-552は21つのウルフパックに参加した。
U-552は2つの行動で論争を巻き起こした。1つは1941年10月31日、第二次世界大戦で最初に喪失したアメリカ軍艦であるルーベン・ジェームズの撃沈である。これはまだアメリカが公式に中立国であった時の出来事で、外交紛争を引き起こした。2つは1942年4月3日、アメリカ沿岸で貨物船デビッド・H・アトウォーターの撃沈である。
U-552は珍しく長い艦歴を持ち、第二次世界大戦の終わりまで生き延びた。1944年の春にフランスの基地から撤退した後、1945年2月に退役するまでU-552はバルト海で訓練任務用に運用された。1945年5月5日、U-552は敵の手に落ちることを防ぐため、ヘルゴラント湾で自沈した。

## 艦歴

### ヘルゴラントへ初の航海
就役後の1940年12月4日、U-552は2か月間の訓練を積み重ねる間に乗組員と装備を今後の作戦のために備えた。U-552はその後2月13日にキールを出港し、最初の哨戒のためにヘルゴラントに向かい、1941年2月18日に到着した。この港町は1941年3月中旬に占領中のサン・ナゼール港に移転するまでU-522の拠点であった。

### 第1哨戒
1941年2月18日、U-552は北海とアイスランド南の北大西洋で初の哨戒を行うためヘルゴラントを出港した。この初の作戦でイギリスのタンカーと魚を輸送していたアイスランドのトロール船を撃沈した。イギリスのタンカーのキャデラックが3月1日にスコットランドの真北で沈没し、トロール船は3月10日にアイスランドの真南で沈没した。これらの勝利の後、U-552はサン・ナゼールに帰還した。U-552の後の哨戒は全て大西洋へのアクセスがしやすいフランスの都市から行われたため、海上での時間を増やすことができた。

### 第2哨戒
1941年4月7日、U-552は北大西洋へ向けて新しい母港であるサン・ナゼールを出港し、2回目の哨戒を開始した。4月11日、U-552はアイスランド南西の指定された哨戒区域に到着した。4月26日18時9分にアイスランドとスコットランド北のちょうど真ん中に来るまで標的との交戦はなかった。トップは「10°T方向に煙雲」を出す「巡視船サイズ」の小さな標的を目撃した。U-552は日没まで「視界の限界」から標的を追撃した。0時10分(4月27日)、アイスランド南西約130マイル地点で小型船コマンダー・ホートンは攻撃を受けた。U-552は航海日誌に「トロール船(巡視船)を8.8cm艦載砲82発とC30火器102発で撃沈。抵抗なし。」と記録した。(コマンダー・ホートン227トン、死傷者14名) 
4月27日11時頃、U-552は潜航中「方位200°Tからのプロペラ音を聞いた」。トップはその後浮上して大型蒸気船の追跡を開始した。「敵の速度は推定16ノット。ジグザグ走行のみで移動中」であった。14時12分、グリッド位置AL3236にてビーコン・グランジは1000メートルの射程圏内に入った。潜航したU-552は3本の魚雷を一斉掃射した。3本の魚雷は全てビーコン・グランジに命中した。乗組員が救命ボートを出している数分後、U-552は浮上して「とどめの一撃を追加」した。4本目の魚雷が発射され、U-552は航海日誌に「船尾20メートルに命中。...蒸気船は中央部から完全に破壊され、甲板は浸水し、両端は浮き続けている」と記録した。(ビーコン・グランジ、10,119トン、死傷者2名)。
1941年4月28日の午後、アイスランドの南約180マイルで歴史的な戦闘が展開された。5隻のUボートで構成されたウルフパック「ルーデルタクティク」が戦争で初めて船団に対して日中の潜水攻撃を開始した。潜水したUボートは約10マイルに分散し、東へ向かう船団を迎撃した。U-123(カール・ハインツ・モーレ)はHX121船団を発見し、U-65(ヨアヒム・ホッペ)、U-95(ゲルト・シュライバー)、U-96(ハインリヒ・レーマン=ヴィレンブロック)、U-552(エーリヒ・トップ)に攻撃するよう知らせた。14時15分、U-552は(北緯60度06分、西経20度18分地点)でイギリスのタンカーのキャピュレットを雷撃して攻撃を開始した。タンカーは放棄されたが沈没はせず、9名の死傷者を出した。17時25分、U-96は3本の魚雷を一斉掃射して3隻の船、イギリスのタンカーのオイルフィールド(死傷者47名、生存者8名)、ノルウェーのタンカーのカレドニア(死傷者12名、生存者25名)、イギリス貨物船ポート・ハーディー(死傷者1名)を撃沈した。U-65はダグラスからの爆雷攻撃により沈没し、乗組員の男性50名全員が死亡した。
タンカーのキャピュレットを雷撃した後、U-552は駆逐艦マオリと駆逐艦イングルフィールドから5回に分けて爆雷攻撃を受け、船団が攻撃範囲外に出るまで数時間、潜航を余儀なくされた。U-552は損傷し、船団に接近すると空と海から攻撃を受けるため急速潜航して非常に慎重に再浮上するという大変な日を過ごした。30日1時45分、潜航しても何も聞こえず、エーリヒ・トップはHX121船団が北へ進路を変更したことに気づいた。U-552は船団の追跡を中止し、南方へ向かう航路に移動した。2時18分、トップは潜水艦隊総司令長官(デーニッツ提督)に「沈没:ビーコン・グランジ、巡視船。8000トンの護衛タンカー。北海峡経由で帰還。(私の位置は)AM2477。」とメッセージを送った。航海日誌の中でトップは「意向:燃料が許す限り、北海峡にいる」と記録した。
4月30日、浮上したU-552は北海峡の入り口の西方約150マイルにいた...そして標的を探索していた。グリニッジ標準時21時40分、トップは北西から接近中の兵員輸送船ネリッサを目撃した。約2時間、トップはジグザグ走行するネリッサを追跡し、それに応じて魚雷を発射する方角を調整した。最終的にトップは海上に輝く燐光を見て目標との距離が1000メートルになったら接近すると決定し、3本の魚雷を一斉掃射した。U-552は航海日誌に3本の魚雷のうち1本がベルリン時間(グリニッジ標準時+2時間)0時27分に「船尾に命中した」と記録した。約6分後、トップは乗組員と乗客が救命ボートを発進している最中の既に損傷したネリッサに接近し、とどめの4本目の魚雷を後部右舷に発射した。207名の死傷者のうち半分以上がカナダ人であった。(ネリッサ、5,583トン、死傷者207名)
U-552は魚雷を4本残して北海峡を通過する船舶の探索を続けた。トップはネリッサの撃沈後約48時間は標的と交戦することはなく、U-552は南へ向かう帰路につき始めた。5月6日、U-552はサン・ナゼールに到着した。

### 第3哨戒
1941年5月25日、U-552はサン・ナゼールを出港して3回目の哨戒を開始した。39日間で、U-552は北大西洋へ航海して6月10日にアインダービー、6月12日にチャイニーズ・プリンス、6月18日にノーフォークのイギリス船3隻を撃沈した。ノーフォークへの攻撃中、U-552は船団に残っている船の攻撃を試みたが、護衛船が数隻到着したため中止せざるを得なかった。これらの攻撃は全てアイルランド北西沖で行われ、1941年7月2日にU-552は一度サン・ナゼールに帰還し、撃沈した船の総登録トン数は24,401トンに上った。

### 第4哨戒
U-552の4回目の哨戒はこれまでの3つと比べるとそこまで成功しなかった。8月18日にサン・ナゼールを出港し、南へ向かってポルトガル、スペイン沖の海域に進んだ。ここでU-552はノルウェー船スピンドを撃沈した。海上で9日間過ごした後、1941年8月26日にU-552はサン・ナゼールに帰還した。

### 第5、第6哨戒
U-522はこの2回の哨戒を大西洋のさらに奥で行い、危険は減ったものの標的も減少し、結果は3隻の貨物船の撃沈にとどまった。またこの時、1941年最後の哨戒中、10月30日に論争を巻き起こす状況下でU-552は雷撃でルーベン・ジェームズを撃沈した。

#### ルーベン・ジェームズの撃沈
1941年10月31日、ルーベン・ジェームズはアイスランドの西から約600海里(1,100km、690マイル)付近の沿岸でHX156船団を護衛していた5隻の駆逐艦の1隻であった。ルーベン・ジェームズは方向探知機の方位を調査するために旋回し始めた時、U-552から発射された魚雷が左舷に命中し、前部の弾薬庫が誘爆した。ルーベン・ジェームズの艦首部分全体が第4煙突の後ろまで吹き飛び、すぐに沈没した。艦尾は5分後に沈没した。爆雷が固定されていなかったため損傷が拡大して沈没と同時に爆発し、水中の生存者は爆発で死亡した。160名の男性乗組員のうち、士官全員を含む115名が死亡した 。
ルーベン・ジェームズは第二次世界大戦で最初に沈没したアメリカ軍艦であった。
この事件は特にドイツが謝罪を拒否し、ルーベン・ジェームズはドイツが戦争地帯とみなす場所で活動しており、その結果沈没したと反論した際、アメリカで激しい怒りを引き起こした。ルーベン・ジェームズの沈没はアメリカのドイツに対する宣戦布告に繋がらなかった。しかし、平時は財務省の一部であるアメリカ沿岸警備隊が戦時の海軍の一部に正式に移行する口実となった。また、議会はアメリカ船籍の商船に武装を許可し、1939年以来初めて船にヨーロッパの海域へ入る権限を与えるため中立法を改正した。

### 第二の幸せな時期
1942年、再びエーリヒ・トップ(戦後ドイツ海軍の提督となる)が指揮を執り、U-552は「第二の幸せな時期」(ドラムビート作戦またはパウケンシュラーク作戦)に参加し、この作戦中ドイツ潜水艦はアメリカ東海岸沿いを単独で航行する護衛のないアメリカ商船に対して大きな成功を収めた。U-552は特にこの期間中成功し1942年の最初の6か月間に行ったわずか3回の哨戒で13隻の船を撃沈し、1隻に損傷を与えた。さらにトップの指揮した2回の哨戒で4隻の船を捕獲した。しかし1942年8月3日、ON155船団に対する攻撃でU-552は水面でカナダのコルベットのサックヴィルに捕捉され沈没しかけた。サックヴィルによる機銃掃射で司令塔に4インチ砲が命中し、大破したためトップは修理のため基地への帰還を余儀なくされた。別の哨戒中に大波で大破したU-552は修理のために入港し、その間にトップは昇進してより慎重なクラウス・ポップに艦長を交代した。

#### デビッド・H・アトウォーターの撃沈
大西洋のバージニア州チンコティーグ沖10海里(19km、12マイル)でのデビッド・H・アトウォーターの撃沈は、主に撃沈の方法が原因で第二次世界大戦中のドイツ海軍の行動で最も論争を巻き起こしたものの1つである。
1942年4月2日の夜、「第二の幸せな時期」として知られるアメリカ海運に対するUボートの攻撃が激化する中、非武装の沿岸蒸気船デビッド・H・アトウォーターは4000トンの石炭を満載してバージニア州ノーフォークからマサチューセッツ州フォールリバーへ向かっていた。
21時頃、チャールズ岬とヘンローペン岬の間でU-552はアトウォーターを待ち伏せし、潜航して追跡した。U-552はアトウォーターから約600ヤード(550m)の距離で浮上して警告なく88mm艦載砲と機関砲で砲撃した。1発目の砲弾で艦橋が破壊され、士官全員が死亡した。全部で93発の弾丸が艦載砲から発射され、アトウォーターに50発が命中したと記録があり、急速に沈没し始めた。
その際、トップは乗組員に砲撃を続けるよう指示し、救命ボートに乗ろうとするアトウォーターの乗組員に砲撃が命中した。ウェブスター船長が被弾し、乗組員は救命ボートを出すことを放棄して海に飛び込んだ。
現場に到着した最初の船は沿岸警備隊の小型哨戒艇CG-218であり、3名の生存者と3名の遺体を乗せた救命ボートを発見した。生存者は船から水中に潜りボートまで泳いだと報告した。次に現場に到着した船は沿岸警備隊のカッターのレガーレであり、砲声を聞いてわずか15分後に到着した。レガーレは遺体を乗せた2隻目の救命ボートを発見した。発見されたボートは砲撃で穴だらけであり、Uボートが撃沈した船の生存者を意図的に殺害しているという当時広まっていた噂が真実味を帯びた。レガーレは3名の生存者と4名の遺体をチンコティーグ島沿岸警備隊基地で降ろし、その後更なる捜索のために海へ戻った。
駆逐艦ノアとハーバートは21時22分に現場に向かい24時に到着したが、U-552は到着時には既に現場を脱出し、他の船を撃沈していた。
救命ボートへの攻撃は意図的か、それとも故意ではない夜間攻撃の不運な結果かどうかは激しく議論されてきた。U-552の乗組員の数名は戦争を生き延び、艦長のエーリヒ・トップは戦後ドイツ海軍で提督となった。同様の罪で訴訟された仮装巡洋艦ヴィダーの艦長ヘルムート・フォン・ルックテッシェルとは異なり、トップに対する訴訟はなかった。

### その後の哨戒
後年のU-552はUボート部隊全般がそうだったように、急速に増える連合国の対潜能力と活動数を超えることができず成功が減った。U-552は新たに再編成したアメリカの防衛よりも基地から近く、危険も少ないスペイン、ポルトガル、アフリカ沖の作戦行動に転属し、そこでトーチ作戦中の兵員輸送船の撃沈を試みた。この任務中、トップは小型のイギリス掃海艇と後に貨物船を撃沈したが、ジブラルタル海峡の侵入や上陸作戦の妨害には失敗した。
1943年中、U-552は良く準備され組織化された連合国の船団護衛システムに対してますます戦果を出せなくなり、北大西洋への2回の哨戒で1隻も撃沈することができなかった。そのうちの1回でイギリス空軍のB-24リベレーター機に発見され、爆雷で大破して4か月の修理を必要とした。
1944年、U-552は1回の哨戒を行ったが、連合国の船団に接近することも威嚇することもできなかったため、1944年4月に第22潜水隊群で訓練艦として使用するためドイツに撤退し、1945年2月に退役するまでその役割を果たした。1945年5月5日、U-552はヴィルヘルムスハーフェン湾で拿捕を防ぐため自沈した。

### ウルフパック
U-552は21つのウルフパックに参加した。
- ブランデンブルク (1941年9月15日〜26日)
- シュトシュトルップ (1941年10月30日～11月4日)
- シュトルテベッカー (1941年11月15日～19日)
- ベネッケ (1941年11月19日～22日)
- ザイドリッツ (1941年12月27日～1942年1月6日)
- ジーテン (1942年1月6日～19日)
- エンドラス (1942年6月12日～17日)
- ウルフ (1942年7月13日～30日)
- ピラット (1942年7月30日～8月3日)
- シュタインブリンク (1942年8月3日～4日)
- マイセ (1943年4月11日～27日)
- スター (1943年4月27日～5月4日)
- フィンク (1943年5月4日～6日)
- ナーブ (1943年5月12日～15日)
- ドナウ2 (1943年5月15日～19日)
- モーゼル (1943年5月19日～24日)
- ジークフリート (1943年10月22日～27日)
- ジークフリート2 (1943年10月27日～30日)
- ヤーン (1943年10月30日～11月2日)
- ティルピッツ3 (1943年11月2日～11月8日)
- アイゼンハルト5 (1943年11月9日～15日)

## 戦果一覧
| 日付           | 船名                           | 国籍         | トン数 | 結果 |
| -------------- | ------------------------------ | ------------ | ------ | ---- |
| 1941年3月1日   | キャデラック                   | イギリス     | 12,062 | 沈没 |
| 1941年3月10日  | レイキャボルグ                 | アイスランド | 687    | 沈没 |
| 1941年4月27日  | コマンダー・ホートン           | イギリス     | 227    | 沈没 |
| 1941年4月27日  | ビーコン・グランジ             | イギリス     | 10,119 | 沈没 |
| 1941年4月28日  | キャピュレット                 | イギリス     | 8,190  | 損傷 |
| 1941年5月1日   | ネリッサ                       | イギリス     | 5,583  | 沈没 |
| 1941年6月10日  | アインダービー                 | イギリス     | 4,860  | 沈没 |
| 1941年6月12日  | チャイニーズ・プリンス         | イギリス     | 8,593  | 沈没 |
| 1941年6月18日  | ノーフォーク                   | イギリス     | 10,948 | 沈没 |
| 1941年8月23日  | スピンド                       | ノルウェー   | 2,129  | 沈没 |
| 1941年9月20日  | T・J・ウィリアムズ             | イギリス     | 8,212  | 沈没 |
| 1941年9月20日  | ピンク・スター                 | パナマ       | 4,150  | 沈没 |
| 1941年9月20日  | バルバロ                       | ノルウェー   | 6,325  | 沈没 |
| 1941年10月30日 | ルーベン・ジェームズ           | アメリカ海軍 | 1,190  | 沈没 |
| 1942年1月15日  | デイローズ                     | イギリス     | 4,113  | 沈没 |
| 1942年1月18日  | フランシス・サルマン           | アメリカ     | 2,609  | 沈没 |
| 1942年1月20日  | マロ                           | ギリシャ     | 3,838  | 沈没 |
| 1942年3月25日  | オカナ                         | オランダ     | 6,256  | 沈没 |
| 1942年4月3日   | デビッド・H・アトウォーター    | アメリカ     | 2,438  | 沈没 |
| 1942年4月4日   | バイロン・D・ベンソン          | アメリカ     | 7,953  | 沈没 |
| 1942年4月7日   | ブリティッシュ・スプレンダー   | イギリス     | 7,138  | 沈没 |
| 1942年4月7日   | ランシング                     | ノルウェー   | 7,866  | 沈没 |
| 1942年4月9日   | アトラス                       | アメリカ     | 7,137  | 沈没 |
| 1942年4月10日  | タルナウリパス                 | アメリカ     | 6,943  | 沈没 |
| 1942年6月15日  | シティ・オブ・オックスフォード | イギリス     | 2,759  | 沈没 |
| 1942年6月15日  | エトリブ                       | イギリス     | 1,943  | 沈没 |
| 1942年6月15日  | ペライヨ                       | イギリス     | 1,346  | 沈没 |
| 1942年6月15日  | スルムダル                     | ノルウェー   | 7,374  | 沈没 |
| 1942年6月15日  | サーソ                         | イギリス     | 2,436  | 沈没 |
| 1942年7月25日  | ブリティッシュ・メリット       | イギリス     | 8,093  | 損傷 |
| 1942年7月25日  | ブローパーク                   | イギリス     | 5,136  | 沈没 |
| 1942年8月3日   | G・S・ウォールデン             | イギリス     | 10,627 | 損傷 |
| 1942年8月3日   | ロシャトリン                   | イギリス     | 9,419  | 沈没 |
| 1942年9月19日  | アルエット                     | イギリス海軍 | 520    | 沈没 |
| 1942年12月3日  | ウォールエンド                 | イギリス     | 3,157  | 沈没 |

## 歴代艦長
- エーリヒ・トップ少佐 (1940年12月4日～1942年9月8日)
- クラウス・ポップ大尉 (1942年9月9日～1944年7月10日)
- ギュンター・ルーベ中尉 (1944年7月11日～1945年2日)